# Langues katuiques
Les langues katuiques sont un groupe de la branche môn-khmer des langues austroasiatiques parlées par environ 1,3 million de personnes en Asie du Sud-Est.

## Classification
Les données nécessaires à une classification des langues katuiques n'ont commencé à être disponibles qu'avec l'ouverture du Laos aux chercheurs étrangers dans les années 1990.

### Sidwell
Sidwell (2005) jette le doute sur l'hypothèse viêto-katuique de Diffloth en déclarant que les preuves en sont ambiguës, et qu'il n'est pas facile de situer le katuique dans un tel groupe. Il propose la classification suivante :
- Katu :
  - Dakkang (en) (Laos)
  - Kantu (en) (Laos)
  - Katu (Vietnam, Laos)
  - Phuong (en) (Vietnam)
  - Triw (en) (Laos)
- Kui–Bru (katuique occidental) :
  - Bruu (en) (Laos, Thaïlande)
  - Kuy (Thaïlande)
  - Sô (Laos, Thaïlande)
- Pacoh (Laos, Vietnam)
- Ta'oi–Kriang (Laos) :
  - Chatong
  - Ngeq (en)
  - Ong (en)–ir
  - Ta'Oi (en).

## Proto-langue
Sidwell (2005) reconstruit l'inventaire des consonnes d'un proto-katuique comme suit : 
| *p | *t     | *c | *k | *ʔ |
| *b | *d     | *ɟ | *ɡ |    |
| *ɓ | *ɗ     | *ʄ |    |    |
| *m | *n     | *ɲ | *ŋ |    |
| *w | *l, *r | *j |    |    |
|    | *s     |    |    | *h |

Ce tableau est identique à celui de reconstructions d'un proto-môn-khmer, sauf pour le *ʄ, mieux conservé dans les langues katuiques que dans d'autres groupes de l'austroasiatique, que Sidwell pense être également présent dans le proto-môn-khmer.